# The New Order
The New Order is het tweede studioalbum van de Amerikaanse metalband Testament, dat in 1988 is uitgebracht, een jaar na het debuutalbum The Legacy. Veel fans vinden The New Order nog steeds een van de betere albums die Testament ooit heeft gemaakt. Het album is in de stijl van The Legacy opgenomen (thrashmetal). Veel nummers op The New Order worden nog steeds bij veel shows van Testament live gespeeld. Sommige nummers van The New Order werden in 2001 opnieuw uitgebracht op het album First Strike Still Deadly.

## Nummers
1. "Eerie Inhabitants" (Billy/Peterson/Skolnick) – 5:05
2. "The New Order" (Peterson/Skolnick) – 4:27
3. "Trial by Fire" (Billy/Peterson/Skolnick) – 4:15
4. "Into the Pit" (Billy/Peterson/Skolnick) – 2:46
5. "Hypnosis" (Peterson/Skolnick) – 2:05
6. "Disciples of the Watch" (Billy/Peterson/Skolnick) – 5:06
7. "The Preacher" (Billy/Peterson/Skolnick) – 3:38
8. "Nobody's Fault" (Tyler/Whitford) (Aerosmith Cover) – 3:56
9. "A Day of Reckoning" (Billy/Peterson/Skolnick) – 4:00
10. "Musical Death (A Dirge)" (Peterson/Skolnick) – 4:03

De nummers "Musical Death (A Dirge)" en "Hypnosis" zijn instrumentale nummers.

## Bezetting
1. Chuck Billy - zang
2. Eric Peterson - ritmegitaar & achtergrondzang
3. Greg Christian - basgitaar
4. Alex Skolnick - sologitaar
5. Louie Clemente - drums